# Aladár Ballagi

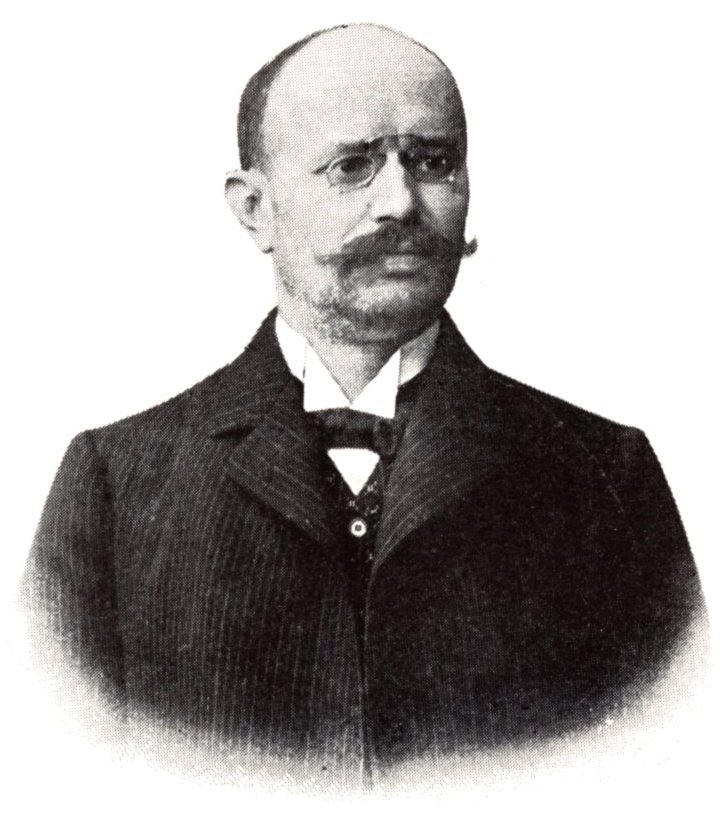
Aladár Ballagi.

Aladár Ballagi, född 24 oktober 1853 i Kecskemét, död 21 juni 1928 i Budapest, var en ungersk historiker. Han var son till Mór Ballagi.
Ballagi blev 1877 docent och 1883 professor i historia vid Budapests universitet. Han var under flera år riksdagsman. Bland hans 
många arbeten bör påpekas Wallenstein horvát karabályosai ('Wallensteins kroatiska karabinjärmanskap', 1882), I. Frigyes Vilmos porosz király ('Konung Fredrik Vilhelm I af Preussen', 1888), Franciaország hatása Europa mivelödésére ('Frankrikes inflytande på Europas kultur', 1889), ett arbete över Colbert (2 band), Az igazi Rákóczi (1916) och det på omfattande forskningar stödda, 1918 fullbordade och av Ungerska vetenskapsakademien 1922 utgivna arbetet om Karl XII:s förbindelser med Ungern (XII. Karoly és a svédek átvonulása Magyarországon 1709-1715, med tre kartor), särskilt av betydelse för fullständigandet av kännedomen om kungens och hans följes hemfärd genom Ungern 1714–1715. Ballagi anställde 1888 forskningar i svenska arkiv och har skrivit artikeln Rákóczi i Nordisk familjeboks första upplaga.